# Ždánice
Ždánice (niem. Steinitz) − miasto w Czechach, w kraju południowomorawskim.

## Zabytki
- Zamek w Ždánicach

## Powierzchnia i demografia
Według danych z 31 grudnia 2003 powierzchnia miasta wynosiła 2 082 ha, a liczba jego mieszkańców 2 721 osób.
| Rok             | 1970  | 1980  | 1991  | 2001  | 2003  |
| --------------- | ----- | ----- | ----- | ----- | ----- |
| Liczba ludności | 2 666 | 2 761 | 2 757 | 2 742 | 2 721 |

Źródło: Czeski Urząd Statystyczny

## Linki zewnętrzne

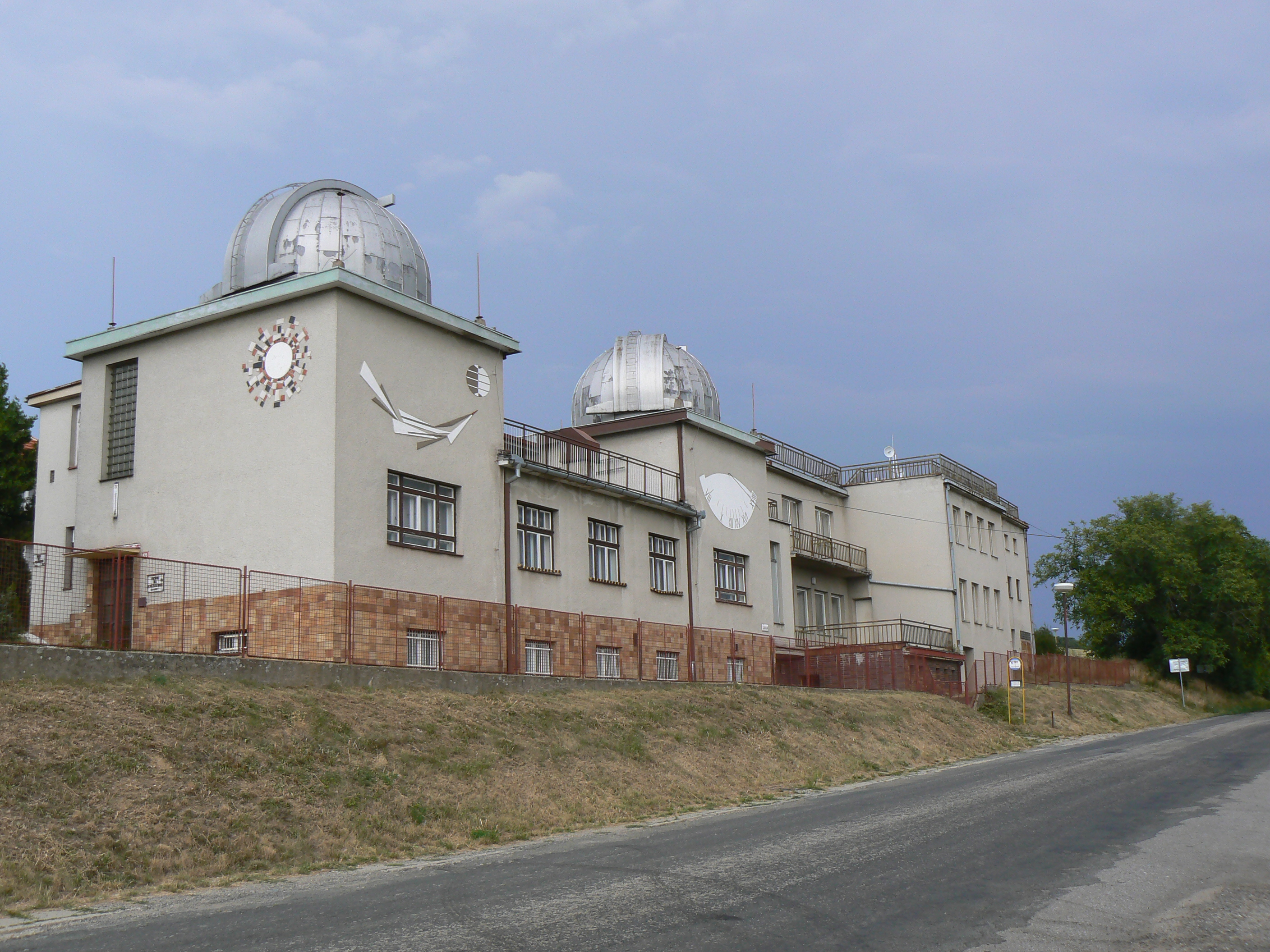
Obserwatorium